# Frid lämnar jag kvar åt er
Frid lämnar jag kvar åt er är en psalm med text från Johannesevangeliet 14:27. Musiken är komponerad 1981 av Lars Tillenius.

## Publicerad i
- Psalmer och Sånger 1987 som nummer 781 under rubriken "Psaltarpsalmer och andra sånger ur bibeln - Bibelvisor".[1]